# Петар Анђелковић
Петар Анђелковић (Рупље, Црна Трава, 1951) српски је педагог, сликар и вајар, мозаичар и иконописац. Оснивач је и власник ликовне галерије „Студенац” у Кучеву.

## Биографија
Рођен је 17. октобра 1951. године у селу Рупље, у општини Црна Трава у породици оца Чедомира и мајке Борице. Са осам година, са породицом се 1959. године досељава у Кучево, где је завршио основно и средње образовање. По окончаној Гимназији, у Шуматовачкој школи у Београду учио је скулптуру код Лале Суботичког, а упоредо је студирао ДИФ и Педагошку академију, где цртање и сликање похађа у групи Слободана Сотирова и Слободана Рајића.
По завршетку Педагошке академије вратио се у Кучево, где се уз уметнички рад посветио педагошком раду, као наставник физичке културе до пензионисања.

## Изложбе и уметнички опус
Учесник је више самосталних и групних изложби. Од 1985. године изложбе организује у својој галерији „Студенац” у Kучеву које су до данас у редовном програму манифестације Хомољски мотиви, смотре изворног стваралаштва. Овакве изложбе у своме дому-галерији организовао је више од тридесет пута.
Петар Анђелковић је аутор многих јавних споменика Kучева и околине, кроз чији ликовни израз се обликује визуелни идентитет овог краја.

## „Златно руно у долини Пека”. Завичајна историја”
Монографија - уметничко дело „Златно руно у долини Пека”. Завичајна историја” је скупљено деценијама грађено знање о историји печког предела и Звижда, на којој је Петар Анђелковић радио пет година. Kњига је тешка 14 килограма и 200 грама, а димензије су заиста импозантне пошто је висока 60 а широка 40cm. Објављена је 2019. године и представља парадигму, а у исто време и врхунац његове уметничке каријере. Kњига је писана по узору на средњовековне манускрипте, те је импрегнирано платно на којем је писано и сликано припремљено на такав начин да сличи пергаменту. Ова капитална књига садржи стотину руком, калиграфски писаних страна, са више од три стотине оригиналних, сликаних илустрација.